# Усњача шаховница
Усњача шаховница (Halichoeres hortulanus) је врста морске рибе која припада породици усњача (Labridae). Пореклом је из Индијског океана и централног Тихог океана.

## Опис
Усњача шаховница је риба мале величине која може достићи максималну дужину од 27 cm. И њен пол и изглед се мењају током живота, а боја у свакој фази је прилично променљива у зависности од локације. Тело је танко, релативно издужено, а уста су терминална.
У јувенилној фази, ова усњача има беличасто-сребрну основну боју са три црне и тамноцрвене вертикалне мрље од задњег дела главе, преко средине тела и на репном делу. Црни оцелус (очна мрља) са жутим прстеном краси задњи део леђног пераја, а две карактеристичне беле тачке су такође видљиве на врху и дну репног дела. Такође, црвенкаста линија пролази кроз очи, почевши од врха њушке.
У терминалној фази (након што је пол одређен у зрелости), постоји велика варијација у боји. Усњача шаховница има белу до зеленкасту основну боју са плавим до црним ивицама крљушти, што подсећа на шаховску таблу. Глава је зеленкаста са ружичастим линијама које се протежу до тачака иза очију, све до основе леђног пераја.
Светложута мрља се појављује на граници између бока и леђног пераја. Постоје и неке варијације у боји са могућом црном мрљом одмах иза карактеристичне прве жуте мрље, а друга светложута мрља се може видети дуж ивице леђног пераја, али на његовом крају. У Црвеном мору, половина леђа неких јединки може бити обојена плаво. Репно пераје је скраћено и обично жуто са ружичастим узорком, који може бити избледео или потпуно плав.

## Распрострањеност и станиште
Усњача шаховница је широко распрострањена у тропским и суптропским водама Индијског океана, од Црвеног мора до Јужне Африке, и до океанских острва (Француске Полинезије) у централном Тихом океану. Северна граница ареала је југ Јапана, а јужна граница је Велики корални гребен.
Обично се налази у бистрим лагунама и на гребенима окренутим ка мору на дубинама од 1 до 30 m. Младе јединке се налазе на дну таласних канала или испод избочина.

## Биологија
Усњача шаховница је предатор који се храни углавном малим бескичмењацима као што су ракови, мекушци, морски црви и бодљокошци, које хвата на супстрату или у песку.
Као и многе друге усњаче, усњача шаховница је протогини хермафродит, почиње живот као женка, а касније постаје мужјак, мењајући пол у зрелости када је дугачка око 12,8 cm.

## Статус заштите
Врста је од мањег значаја за локални комерцијални риболов, али се циљано лови за трговину у акваристици. Тренутно се не сматра угроженом и наведена је као последња брига на IUCN-овој Црвеној листи угрожених врста.